# 尹元
尹元（1479年—？），字體仁，直隸真定府靈壽縣人，民籍，明朝政治人物。

## 生平
弘治十四年（1501年）辛酉科順天府鄉試第六十六名舉人。正德六年（1511年）中式辛未科會試第五十三名，登第三甲第七十八名進士。授行人司行人，累遷南京刑部员外郎、山东司郎中，嘉靖二年（1523年）二月升陕西布政司右参议。尹元性修潔，廣學識，不議人短長，居官十余年，历司道，清約如寒士。与伯兄府丞尹梅同砥砺名行，時稱純行者，動曰靈壽二尹。

## 家族
曾祖尹；祖父尹貴；父尹端，母田氏。